# Стара гвардія 2
«Стара гвардія 2» (англ. The Old Guard 2) — американський супергеройський фільм 2025 року режисерки Вікторії Махоні за сценарієм Грега Рака, заснованим на його коміксі. Продовження «Старої гвардії» (2020). У ролях: Шарліз Терон, Кікі Лейн, Марван Кензарі, Лука Марінеллі, Маттіас Шонертс, Ван Вероніка Нго, Чіветел Еджіофор, Ума Турман та Генрі Голдінг.

## Синопсис
Енді прагне вести звичайне життя після втрати безсмертя, але коли перший з безсмертних загрожує світу, вона разом зі своєю групою безсмертних виходить із тіні, щоб вступити в бій.

## Акторський склад
| Актор            | Роль                      |
| ---------------- | ------------------------- |
| Шарліз Терон     | Енді / Андромаха Скіфська |
| Кікі Лейн        | Ніл Фрімен                |
| Марван Кензарі   | Джо / Юсуф Аль-Кайсані    |
| Лука Марінеллі   | Нікі / Ніколо ді Дженова  |
| Маттіас Схунартс | Букер / Себастьян Ле Лівр |
| Нго Тхань Ван    | Куонь                     |
| Чиветел Еджіофор | Джеймс Коплі              |
| Ума Турман       | Діскорд                   |
| Генрі Голдінг    | Туах                      |

## Виробництво

### Розробка
У липні 2020 року Грег Рука сказав: «У разі продовження, розбийте скло. Це дуже просто. Хочете ще одне? Ось спосіб, як це зробити». Того ж місяця Шарліз Терон висловила свою зацікавленість у зйомках другого фільму, заявивши: «Давайте трохи перепочинемо, але враховуючи той факт, що всі ми справді хочемо цього зробити, я впевнена, що коли настане слушний час, ми почнемо розмову».
27 січня 2021 року повідомлялося, що Netflix схвалив продовження. 26 серпня було оголошено, що Вікторія Махоні замінить Джину Прінс-Байтвуд на посаді режисера сиквелу. Шарліз Терон, Кікі Лейн, Марван Кензарі, Лука Марінеллі, Маттіас Шонертс, Ван Вероніка Нго та Чіветел Еджіофор були запрошені повторити свої відповідні ролі з першого фільму. У червні 2022 року Ума Турман та Генрі Голдінг отримали нерозголошені ролі, тоді як Грег Рака підтвердив, що написав сценарій для продюсерів Девіда Еллісона, Дани Голдберг, Дона Грейнджера, Терон, Бет Коно, Ей Джей Дікса, Марка Еванса та Прінса-Байтвуда.

### Зйомки
Основні зйомки розпочалися в червні 2022 року в Італії. Частина зйомок проходила на студії Cinecittà. У серпні 2022 року під час демонтажу знімальний майданчик фільму загорівся, що призвело до затримки виробництва. Додаткові зйомки проходили у Великій Британії. Зйомки завершилися у вересні 2022 року.

### Постпродакшн
У липні 2024 року Терон заявила, що зйомки фільму були припинені через п'ять тижнів після початку постпродакшну через зміни в управлінні Netflix, але з того часу його було завершено, і він вийде «незабаром». У серпні 2024 року Спілка виконавців Британської Колумбії запланувала додаткові зйомки фільму протягом двох тижнів з 7 по 18 жовтня 2024 року. Монтажером є Метью Шмідт.

## Музика
До січня 2023 року Макс Арудж та Рут Барретт мали написати музику до фільму, замінивши Фолькера Бертельманна та Дастіна О'Халлорана з першого фільму, перш ніж Аруджа замінив Стеффен Тум.

## Реліз
Вихід фільму на Netflix відбувся 2 липня 2025 року.